# Oxyagrion sulinum
Oxyagrion sulinum là một loài chuồn chuồn kim trong họ Coenagrionidae.
Loài này được xếp vào nhóm Loài ít quan tâm trong sách Đỏ của IUCN năm 2007.
Oxyagrion sulinum được miêu tả khoa học năm 1978 bởi Costa.